# Jim Unger
Jim Unger (* 21. Januar 1937 in London; † 26. Mai 2012 in Saanich, British Columbia) war ein kanadischer Cartoonist. Sein berühmtestes Werk war der Comicstrip Herman, der 18 Jahre lang in 600 Zeitungen in 25 Ländern erschien.

## Leben

### Frühes Leben
Unger wurde in London als Sohn von Lillian Maud und James Unger geboren. Unger diente in der britischen Armee und arbeitete später als Polizist, Versicherungsangestellter und repo man. 1968 wanderte er auf Anraten seiner Schwestern nach Kanada aus. In Mississauga, Ontario begann er seine Karriere als Cartoonist bei der Zeitung Mississauga Times. 1974, als Herman populär wurde, zog Unger von Mississauga in die Hauptstadt Ottawa. Seine Eltern und sein Bruder zogen aus Großbritannien nach.

### Ruhestand und Comeback
Unger zog 1984 auf die Bahamas und trat als Cartoonist 1992 zurück. Ungers Freunde überredeten ihn schließlich zur Rückkehr als Cartoonist. Am 2. Juni 1997 begann Unger dann erneut, als Cartoonist zu arbeiten. Herman erlebte unter der Schirmherrschaft der United Media ein Comeback. „Es gibt mir die Gelegenheit, Herman einer neuen Generation nahezubringen“, wurde Unger am 31. Mai 1997 in der Detroit News zitiert. Er unterschrieb einen Zehnjahresvertrag und kehrte nach Kanada zurück. Als Wohnort wählte er Saanich.
Unger gründete mit David Waisglass, dem Schöpfer von Farcus, Intraca. Intraca  vermittelte, unter Verwendung humoristischer Cartoons, im Auftrag von Firmen motivierende Botschaften deren Arbeitnehmer. Diese wurden als "positive daily business messages" auf deren Computer geschickt.

### Tod
Unger starb im Schlaf nach einer länger andauernden Krankheitsperiode. Unger hinterließ zwei Töchter, Karen Gooda und Jenny Hopkins sowie vier Enkel.

## Preise
Unger erhielt zweimal den National Cartoonists Societys Newspaper Panel Cartoon Award (1982, 1987).